# Satoši Cunami
Satoši Cunami (japonsko 都並 敏史), japonski nogometaš in trener, 14. avgust 1961.
Za japonsko reprezentanco je odigral 78 uradnih tekem.